# Mysanthus uleanus
Genre
Espèce
Mysanthus uleanus est une espèce de plantes à fleurs dicotylédones de la famille des Fabaceae, sous-famille des Faboideae, originaire d'Amérique du Sud. C'est l'unique espèce acceptée du genre Mysanthus (genre monotypique). 

## Taxinomie

### Synonymes
Selon The Plant List (8 décembre 2018)
- Mysanthus uleanus var. uleanus
- Phaseolus uleanus Harms

### Liste des variétés
Selon Tropicos (8 décembre 2018) (Attention liste brute contenant possiblement des synonymes) :
- Mysanthus uleanus var. dolicopsoides (Hoehne) G.P. Lewis & A. Delgado
- Mysanthus uleanus var. uleanus